# Niederthalheim
Niederthalheim là một đô thị thuộc bang Oberösterreich, Áo. Đô thị Niederthalheim có diện tích 16 km², dân số thời điểm ngày 31 tháng 2 năm 2005 là 1007 người..